# Два модела детета
Постоје два модела (представе) детета и детињства:
1. Митско магијски модел детета
2. Емпиријско рационални

Ова два модела се битно разликују по суштини, функцији и пореклу, иако има неких поклапања.

## Митско магијски модел
Митско магијски модел детета представља добро усклађен систем веровања, схватања и ставова. У нашем народном митско-магијском схватању, дете је:
- Мало
- Слабо
- Незаштићено
- Угрожено због злих сила
- Неопходна магијска брига, заштита и помоћ да би преживело и одрасло

Докле год се дете обредима не уведе у људску заједницу, оно је демонско, не-људско и опасно биће. У народним веровањима и обичајима дете је демонско (нечисто), али истовремено и анђеоско (невино). Ова два веровања и контрадикција може се објаснити мешањем хришћанског и паганског модела детета. Сматра се да је дете грешно, нечисто и опасно, а одмах по рођењу мора да се ритуално “очисти”. Постаје социјално биће по истеку 40 дана, када се јавља социјални осмех као реакција на људско лице.
Циљ развоја митско-магијском мишљењу јесте да мало дете које је "нечисто" постане ритуално чисто. Према овом моделу је битно да полно незрело дете током свог развоја постане сексуално зрело, за полну репродукцију способно биће. Према народном митском схватању животни циклус појединца издељен је на извесне периоде у којима особа која одраста прелази из једног нижег ступња у други виши зрелији ступањ. Ови преласци праћени су обредима прелаза који развоју дају сакрални смисао. Појам обреда прелаза увео је у етнологију  1907. Арнолд ван Генеп. Он је формулисао појам тако да њиме обухвати сваку промену места, стања, друштвеног положаја и доба. Наиме, у свим обредима, код различитих народа се могу издвојити три битне и основне фазе:
- Одвајање
- Лиминални период
- Реагрегацију (реинтеграцију)

### Одвајање
Новорођенче – део природног и хтонског света, “заражено” демонским утицајем. Пресецањем пупчане врпце раздваја се од света природе, уклањају се сви трагови везаности за овај свет. Ритуалима чишћења ( “водица”, “прво купање”) оно се припрема за улазак у свет људских бића. Купањем поред огњишта, повијањем у очеву или мајчину кошуљу, оно се обредима прелаза постепено уводи у круг породичне заједнице. Обичај звани “повојница”, представља најранији израз магијске бриге.

#### Крштење
Древни, пагански обред увођења детета у ред ритуално чистих чланова заједнице. У Гружи се веровало да је дете у власти ђавола. Да је крштење заправо прехришћански, архаични обред може се видети по:
- Елементима самог ритуала
- Древним магијским формулама
- Обредима током и после крштења
- Учесницима обреда

Митско-магијски елементи сценарија крштења су: заједнички свечани ручак, обредно казивање имена детета, даривање кума, даривање детета, подизање детета. Носилац обреда је кум(свето лице), који је земаљски заступник паганског Бога Дабога.
Одбијање од груди у тачно одређено време и на посебан, утвђен начин уз изговарање магијске формуле је такође важан обред прелаза у којем доминира компонента сепарације. Ако се после обреда од одбијања од груди, дете врати грудима, онда ће бити злоочиник. Ово веровање показује да је процес прелаза судбински важан и једносмеран-сваки повратак уназад је опасан, јер се дете може поново вратити у демонски свет.
Стрижба се изводи у “срећне”(понедељак и четвртак) дане, на тачно прописан и свечан начин, поред огњишта, на прагу. Дете се овим уводи у домаћи култ. Ритуални шамар који углавном долази од стране кума ка иницијанту, служи да се аверзивним путем "утисне" знање да се иницијант не може вратити у нижи ступање развоја. Такође, постоји и трајно телесно сакаћење, попут избајања зуба, бушења ушију и чак гениталне мутилације. Бол има улогу наглашавања, психолошку функцију. За ритуални шамар се каже да је добро да дете заплаче када га кум удари. Ритуали попут поступаонице (за проходавање), ритуално запајање, обношење детета око куће (за проговарање), бацање млечног зуба на кров (за нове, боље зубе), поигравање у колу такође служе да обележе и магијски потпомогну важне промене у дечјем развоју. нарочито када дете добија неке битне атрибуте одраслог људског створења.
Сценарио обреда прелаза представљају основне елементе митско-религијске концепције развоја детета. Обреди прелаза су универзални одговори на биолошки процес сазревања, као и на све потешкоће које он носи. Обредима се осигурава континуитет развоја детета. Отклањају неред и успостављају виши ред.
Кризе у сазревању се јављају због појаве нових квалитета (нових нагона, жеља), нарушавања претходне равнотеже и представљају психичку реинтеграцију на новом, зрелијем ступњу.
Друштвена и културна функција обреда прелаза јесте у томе да се у пометеном, дезоријентисаном појединцу деси прихватање нових социјалних норма и захтева. Он мора да пређе из лабилне психичке равнотеже у стање новог, пожељног реда и нове стабилности. Овим се врши прилагођавање понашања и психичких стања друштвеним нормама.
Циљ обреда прелаза јесте да се доживи потпун спољашњи (социјални) и унутрашњи (психички) преображај. Виктор Тарнер је даље уредио већ постојану универзалну троделну структуру обреда прелаза коју је створио Арнолд Ван Генеп. Уобличио је читаву једну теорију ритуала у чијој се жижи налази средишњи лиминални период обреда прелаза, ком овај аутор даје много већи значај.

### Лиминални (гранични) период
Лиминалне појаве су све развојне кризе (друштвене, психичке, историјске...) и оне имају својства неструктурисаности, неодређености и полиморфних потенцијала. Основа за обликовање психичких и социјалних стања. Лиминари (особе у периоду прелаза) имају неке карактеристичне одлике у овој фази попут: буду голи, без одеће, лишени претходног имена, без социјалног статуса, унутрашње стање – стање пометње.
Дете у овој фази је у исти мах и мртво и живо, уједино животиња и човек, хтонско и свето биће. Обреди прелаза су имагинарни, симболички, али необично значајни мостови прелаза. Развој детета према овом моделу представља низ узастопних квалитативних промена: драматичан, неизбежан и опасан.
Задатак културе је да потпомогне успињање детета у свет друштва и духовности на његовом тешком путу ка зрелости, посебно у тим граничним периодима.

## Световни модел детета и развоја личности
У патријахалној култури имамо да је пород је изузетно цењен, да су деца циљ брака, да се одржавају прославе поводом рођења мушког детета и више вредновање мушког него женског детета. Превласт кажњавања у васпитању – схватање да је, по својој природи, дете рђаво, себично и асоцијално.
Под притиском васпитања постаје оно постаје добро, морално, друштвено биће и има низак социјални статус. Према световном схватању дете је несамостално, зависно, некомплементно створење, нужно упућено на одраслог. Што је биолошки слабије опремљено за самосталан живот, дете је чвршће везано за мајку.
Animal Educandum – створење без родитељске бриге и неге, које без интензивног узајамног општења са одраслима, не може постати човек. Без помоћи одраслих, дете не би могло да развије ни оне најелементарније специфично људске особине.
Световни модел
Дете је биће прелаза, створење у одрастању, а његов низак статус је само привремен и пролазан. Пут одрастања у патријахалној култури је строго одређен, једносмеран, спор и континуиран.
Циљ развоја детета јесте да постане одрастао, пуноправан члан заједнице. То значи да дете мора да постане полно зрело, одговорно, разумно и социјализовано људско биће.
Народно схватање јесте да на развој детета утичу наслеђе, родитељи, лична активност и судбина. Очева лоза је “јака крв”, а мајчина “танка”. За развој детета веома значајна друштвена средина (породица).
Дете се обликује по узору на родитеље, угледањем на њихово понашање. Велику улогу има и судбина. Она је чинилац који има велику улогу у световном поимању одрастања.
У свакодневној свести народа стоје: фаталистички (судбина) и активистички (појединац има утицај на судбину) став.
У имплицитном народном моделу средина и наслеђе могу имати истовремено велики утицај, што у научним теоријама није тако.
О народној периодизацији развоја личности, судимо на основу анализе језика, етнографских записа и резултата добијених на упитнику. За развој детета пресудно је најраније искуство. Сам процес развоја у световном моделу развоја детета, можемо представити као једноставно, праволинијско кретање добро утврђеним путем. Развој детета је тачно утврђен процес, без наглих заокрета, скокова и унутрашње драматике. За сазревање је потребно време и одвија се споро. Други важан механизам јесте угледање детета на родитеље, одакле стиче многе навике, ставове и формира се као личност по узору на родитеље.
Свој полни идентитет, систем вредности дете стиче идентификацијом са родитељем истог пола.
За развој детета пресудно је најраније искуство: “Док је шиба танка, треба је исправити", “Добро се пролеће из рана познаје”, Одрастао човек се не може битно мењати: “Матора дрва не даду се пресађивати”.
Процес развоја можемо представити као праволинијско кретање добро утврђеним путем: Мало дете израста у одрасло, полно зрело, разумно и одговорно људско биће. Развој детета јетачно одређен и континуиран процес. Дете стиче нова искуства. Укључује се у ред одраслих. Главни механизми развоја детета:
Дете сазревањем лако и брзо учи. Потребно је времена, оно се одвија споро, али је извесно, сигурно. “Много треба времена док од детета човек буде”. Народ сматра да није повољно брзо сазрети. “Не ваља прије летети док крила не нарасту”. Угледање детета на родитеље: највећи број активности, вештина и знања дете стиче посматрањем и имитирањем.
Стиче многе навике, ставове, формира се као личност. У народу постоји свест о деловању овог механизма. “Добар је пример најбоља придика”. Идентификацијом са родитељима истог пола, дете стиче свој полни идентитет, систем вредности, црте личности. Целокупни склоп личности. Народ наслућује на постојање и овог механизма. “Каква мајка, таква ћерка”. “Што отац тврдоглавији, то син јогунастији”. Међусобни однос два народна модела развоја детета
Световни модел детета је разрађенији, обухватнији, више налик теорији развоја личности, зато што је ближе стварности, уједно је и више “електичко”, неконгруетно.
Митско-магијски модел детета је више спекулативан, заснован на метафизичком и митском поимању света, слика развоја је апстрактнија, стилизованија, али зато кохерентнија.

## Сличности ова два модела развоја детета
У оба ова модела дете је мало, нејако, слабо и не-људско (неразумно, несоцијализовано). Смер развоја је у основи исти, односноциљ је да дете постане одрасла, полно и социјално зрела особа. Најзначајније разлике између ова два народна модела одрастања, схватање природе и механизма развоја.
Развој у митско-магијском моделу је скоковит, квалитативан, неизвестан, драматичан процес, док је развој у световном моделу је непрекидан, претежно квантитативан, спор, али известан, безбедан процес.
У митско-магијском моделу, време одрастања није хомогено, неки сегменти  су важнији (опаснији), док су други релативно мање важни (безопаснији). Уколико је интезивнија магијска брига за дете, утолико је слабија световна брига и обрнуто. Обим и интезитет магијских мера и поступака је, у појединим периодима живота детета, у обрнутој сразмери са обимом практичних социјализацијских поступака. Митско-магијски модел детета се активира у посебно критичним периодима посматрања. Световно искуство схватања детета највише има утицаја у оним мирним, стабилним, периодима развоја детета.